# Louis Barbedor
Pour les articles homonymes, voir Barbedor.
Louis Barbedor (1589-1670) est un maître écrivain juré actif à Paris vers 1630-1670.

## Biographie
Il est né en 1589, fils d'un maître écrivain reçu en 1589. Reçu dans la Communauté des Maîtres écrivains jurés en 1609, il fut plus tard Secrétaire ordinaire de la Chambre du Roi, et pendant quelques années syndic de sa corporation. Paillasson signale qu'il était également versé dans les écritures orientales.
En 1616, il est cité comme Louis Barbedor maître écrivain à Etampes dans un acte signé par son fondé de procuration Jean Sion, pour le bail de quatre arpents de terre à deux vignerons.
Le 5 avril 1616, il est dit « maître écrivain, bourgeois de Paris, demeurant naguère à Etampes, à présent logé en sa maison rue des Truyes, paroisse Saint-Médéric »
Le 29 juin 1621, il donne 1000 livres de dot à sa servante Denise Vermeille à l'occasion de son mariage avec Sébastien Prévost, peintre et sculpteur (300 en meubles et le reste en rente pour payer les salaires dus).
Il existe de lui un portrait gravé par Boulanger en 1650 qui figure au début de Les Escritures financière et italienne bastarde dans leur naïveté.... Il est mort en 1670 et est cité dans deux factums imprimés en 1670 (Paris, BNF).
Lorsque le Parlement de Paris désira procéder à une standardisation des écritures, ce fut lui qui fut chargé de tracer l'exemplaire de référence de la "lettre ronde". Son exemplaire fut choisi et imposé par un arrêt du 26 février 1633.
Le maître écrivain Louis Senault fut un de ses élèves.

## Œuvres gravées

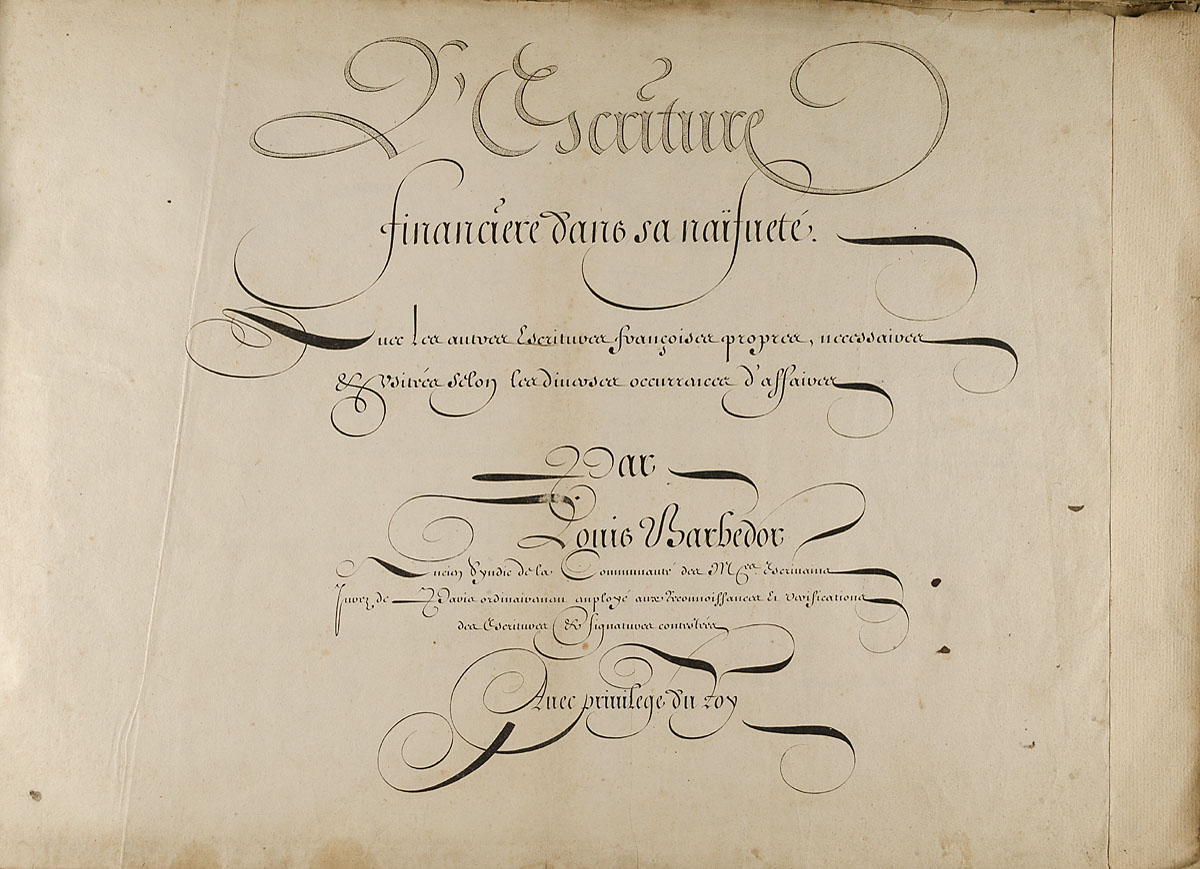
Louis Barbedor, L'Ecriture financière dans sa naïveté, exemplaire du Musée des Arts et Métiers de Hambourg.

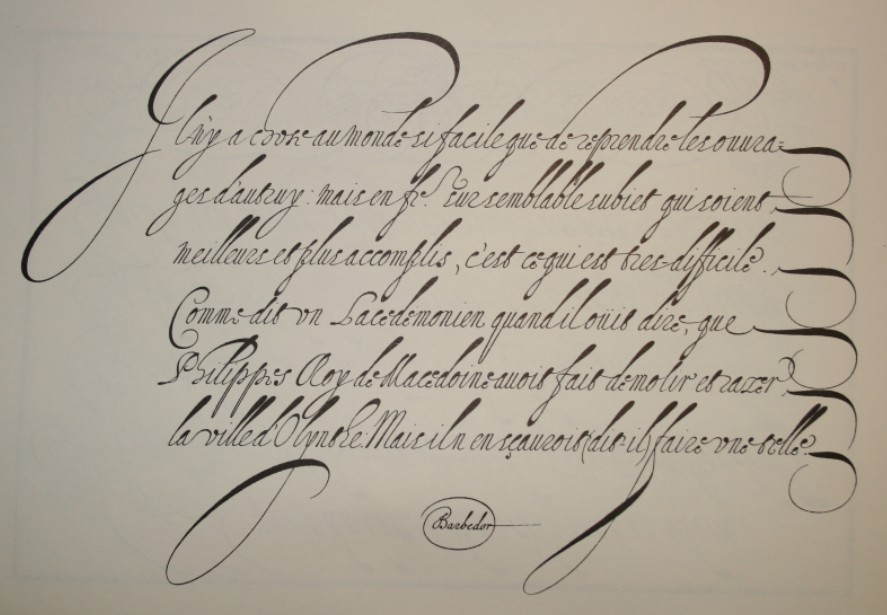
Un exemple de Louis Barbedor.

Barbedor a édité plusieurs recueils d’exemples, dont la bibliographie est un peu complexe car il s’agit de recueils gravés qui ont parfois été retirés entièrement ou partiellement à une date ultérieure, avec une nouvelle page de titre. 
- L'Ecriture financière dans sa naïveté. Avec les autres escritures françoises propres, necessaires et usitées selon les diverses occurrences d'affaires. Par Barbedor ancien syndic... Paris : auteur, [1647], grav. Robert Cordier. Fac-similé : Bâle, Ed. Holbein, c. 1960.
- L'Escriture italienne bastarde diversifiée pour toutes les expeditions qui s'en peuvent escrire. Avec quantité d'autres escritures et alphabets de la plupart des nations du monde. Par L. Barbedor Me Escrivain juré... Paris : auteur, [1647], grav. Robert Cordier. Fac-similé : Bâle, Ed. Holbein, c. 1960.
- Les Escritures financière et italienne bastarde dans leur naïveté. Ouvrage composé de quantité d'exemplaires qui sont d'expéditions que l'on escrit journellement en toutes sortes d'affaires... Avec plusieurs autres escritures et alphabets de la plupart des nations du monde. Paris : N. Langlois ou l’auteur, 1649. (Chicago NL, Rouen BM : Ms. 282). Morison 1962 n° 53.

Il existe un tirage plus tardif avec un privilège de 1657, vendu chez l'auteur. Cambridge (MA) HUL. Cat. Jammes n° 24, Becker 1997 n° 82. Quatre planches repr. dans Jessen 1936 pl. 166-167, 170-171.
- Pieces d'écriture financière et d'italienne bastarde, par Barbedor... S.l.n.d. 2°, 22 pl. gr. (Paris BNF).
- Les Escritures financière et italienne-bastarde dans leur naturel. Ouvrage composé de quantités d'exemplaires des expéditions dont on se sert dans toutes sortes d'affaires, chacune écrite du caractère convenable à son sujet. Très-utile à ceux qui aspirent aux emplois. Avec des alphabets et pièces d'écritures des nations étrangères. Par Louis Barbedor secrétaire ordinaire de la Chambre du Roy, et Maître écrivain juré à Paris. Paris : P. Drevet, [c. 1650]. Réémission des deux ouvrages gravés précédents, avec préface et portrait. (Chicago NL, London NLA, London BL, Paris BNF). Morison 1962 n° 54 avec 3 pl. repr. Fac-similé : Bâle, Ed. Holbein, c. 1960.
- Traité de l'art d'escrire. Avec une méthode tres-facile pour apprendre à bien former l'escriture financière , & l'italienne bastarde. Paris, l'auteur, 1655. 2° obl., 56 pl. (Chicago NL, Paris BNF, Cambridge (MA) HUL). Becker 1997 n° 82.
- Les Exemples de la vraye escriture financière, gravés au naturel de la plume sur les originaux escrits de la main de L. Barbedor. Paris : l'auteur, c. 1660 ? 2° obl., 48 pl. gr. (Chicago NL, Paris BNF).
- Exemples d'escriture financiere et d'italienne bastarde comme on les écrit le mieux à présent et dans la vraye forme qu'on doit leur donner pour bien et diligemment ecrire. Paris : l'auteur, (1657). 4° obl., 2 f. + 24 planches d'exemples gravés. Cat. Destailleur n° 850.

## Œuvres manuscrites
- Pièces manuscrites diverses. Paris BHVP.
- Le recueil d'Avignon[5] contient un exemple de lui.